# Kroep (ziekte)
Kroep, ook wel laryngotracheobronchitis of tracheale bronchitis genoemd, is een ademhalingsziekte die meestal op gang wordt gebracht door een acute virusinfectie van de bovenste luchtwegen. De infectie maakt dat de binnenkant van de keel opzwelt, waardoor de normale ademhaling belemmerd wordt en de kenmerkende blafhoest, stridor en heesheid ontstaan. Kroep kan gepaard gaan met lichte, matige of ernstige symptomen, die 's nachts vaak verergeren. De behandeling bestaat meestal uit een eenmalige dosis steroïden die via de mond ingenomen wordt; in ernstige gevallen wordt soms adrenaline gebruikt. Opname in het ziekenhuis is zelden nodig.
De diagnose 'kroep' wordt gesteld op basis van klinische bevindingen nadat mogelijke ernstiger oorzaken van de symptomen uitgesloten zijn, zoals epiglottitis of een vreemd voorwerp in de luchtwegen. Andere onderzoeken — zoals bloedonderzoek, röntgenfoto's en kweken van opgehoest slijm — zijn meestal niet nodig. Kroep is een betrekkelijk vaak voorkomende aandoening die op enig moment zo'n 15% van de kinderen treft, meestal op een leeftijd tussen 6 maanden en 5–6 jaar. De aandoening komt vrijwel niet voor bij tieners en volwassenen. In het verleden was difterie de voornaamste oorzaak van kroep, maar door het succes van vaccinatie en sterk verbeterde hygiënische en woonomstandigheden is difterie in de westerse wereld voornamelijk nog van historische betekenis.

## Geschiedenis
Het woord kroep is afgeleid van het vroegmodern Engelse werkwoord croup, wat zoveel als 'hees huilen'  betekent; de term werd voor het eerst in Schotland gebruikt en kwam in de 18e eeuw overal in zwang. Kroep door difterie is al bekend sinds de tijd van Homerus in het oude Griekenland, maar het onderscheid tussen kroep als gevolg van een virusinfectie en kroep als gevolg van difterie werd pas in 1826 door Bretonneau gemaakt. Virale kroep werd toen door de Fransen 'faux-croup' (valse kroep) genoemd, terwijl ze met 'kroep' een ziekte bedoelden die door de difteriebacterie werd veroorzaakt.

## Klachten en symptomen
Kenmerkend voor kroep zijn een blafhoest, stridor, heesheid en moeite met ademhalen, verschijnselen die 's nachts vaak erger worden. De blafhoest wordt vaak beschreven als de roep van een zeehond of zeeleeuw. De stridor wordt erger door opwinding of huilen; als er in rust stridor te horen is, kan dat op een gevaarlijke vernauwing van de luchtwegen duiden. Naarmate de kroep verergert, kan de stridor aanzienlijk afnemen.
Andere symptomen zijn onder meer koorts, coryza (de verschijnselen van een gewone verkoudheid) en het intrekken van de borstkas. Kwijlen of een erg ziek uiterlijk duiden op ander medische aandoeningen.

## Oorzaken
Kroep wordt meestal als het gevolg van een virusinfectie gezien. Anderen gebruiken de term in bredere zin, en vatten er ook laryngotracheïtis, spasmodische kroep, keeldifterie, bacteriële tracheïtis, laryngotracheobronchitis en laryngotracheobronchopneumonitis onder. Bij de eerste twee aandoeningen is sprake van een virusinfectie met in het algemeen lichtere symptomen; de laatste vier zijn het gevolg van een bacteriële infectie en verlopen meestal ernstiger.

### Virale kroep
Virale kroep of acute laryngotracheïtis wordt in 75% van de gevallen veroorzaakt door het para-influenzavirus, meestal de typen 1 en 2. Andere virussen die kroep kunnen veroorzaken, zijn het influenzavirus A en B, het mazelenvirus, het adenovirus en het respiratoir syncytieel virus (RSV). Spasmodische kroep wordt door dezelfde groep virussen veroorzaakt als acute laryngotracheïtis, maar daarbij ontbreken de gebruikelijke infectieverschijnselen (zoals koorts, keelpijn en een verhoogd aantal witte bloedcellen). De behandeling en het resultaat van de behandeling zijn ook hetzelfde.

### Bacteriële kroep
Bacteriële kroep kan onderverdeeld worden in keeldifterie, bacteriële tracheïtis, laryngotracheobronchitis en laryngotracheobronchopneumonitis. Keeldifterie wordt veroorzaakt door Corynebacterium diphtheriae, terwijl bacteriële tracheïtis, laryngotracheobronchitis en laryngotracheobronchopneumonitis meestal veroorzaakt worden door bacteriën die boven op een virusinfectie hun kans schoon zien om te groeien. De bacteriën die hierbij het vaakst een rol spelen, zijn Staphylococcus aureus, Streptococcus pneumoniae, Haemophilus influenzae en Moraxella catarrhalis.

## Pathofysiologie
De virusinfectie die kroep veroorzaakt, leidt tot zwelling van de larynx, luchtpijp en de grote bronchiën; dit komt door het binnendringen van witte bloedcellen (in het bijzonder histiocyten, lymfocyten, plasmacellen en neutrofielen). Door de zwelling worden de luchtwegen nauwer; als dat ergere vormen aanneemt, gaat het ademhalen aanzienlijk moeilijker en ontstaat de kenmerkende onrustige, lawaaiige luchtstroom die stridor genoemd wordt.

## Diagnostiek
| Kenmerk                    | Aantal punten toegewezen aan dit kenmerk | Aantal punten toegewezen aan dit kenmerk | Aantal punten toegewezen aan dit kenmerk | Aantal punten toegewezen aan dit kenmerk | Aantal punten toegewezen aan dit kenmerk | Aantal punten toegewezen aan dit kenmerk |
| Kenmerk                    | 0                                        | 1                                        | 2                                        | 3                                        | 4                                        | 5                                        |
| -------------------------- | ---------------------------------------- | ---------------------------------------- | ---------------------------------------- | ---------------------------------------- | ---------------------------------------- | ---------------------------------------- |
| Intrekken van de borstwand | Niet                                     | Mild                                     | Matig                                    | Ernstig                                  |                                          |                                          |
| Stridor                    | Niet                                     | Met onrust                               | In rust                                  |                                          |                                          |                                          |
| Cyanose                    | Niet                                     |                                          |                                          |                                          | Met onrust                               | In rust                                  |
| Bewustzijns- niveau        | Normaal                                  |                                          |                                          |                                          |                                          | In de war                                |
| Inademing                  | Normaal                                  | Afgenomen                                | Aanzienlijk afgenomen                    |                                          |                                          |                                          |

Kroep is een klinische diagnose. De eerste stap bestaat uit het uitsluiten van andere aandoeningen die de bovenste luchtwegen belemmeren, zoals epiglottitis, een vreemd voorwerp in de luchtwegen, subglottische stenose, angio-oedeem, retrofaryngeaal abces en bacteriële tracheïtis.
Er wordt niet standaard een voor-achterwaartse röntgenfoto van de hals/nek gemaakt, maar als dat wel gebeurt dan kan daarop een kenmerkende vernauwing van de luchtpijp te zien zijn, een vernauwing die het 'steeple sign' (torenspits) genoemd wordt omdat de vernauwing onder de stembanden qua vorm op een torenspits lijkt. Het 'steeple sign' geeft al aan waar de diagnose gezocht moet worden, maar ontbreekt in de helft van de gevallen.
Ander onderzoek, zoals bloedonderzoek en viruskweken, wordt afgeraden omdat zulk onderzoek onnodige onrust kan veroorzaken, waardoor de toch al aangetaste luchtwegen nog zwaarder worden belast. Met het kweken van virussen, opgezogen uit de nasofarynx, kan de precieze oorzaak worden bevestigd, maar dit gebeurt eigenlijk alleen maar in het kader van wetenschappelijk onderzoek. Er moet aan een bacteriële infectie worden gedacht wanneer de patiënt met een standaardbehandeling niet opknapt; in die gevallen kan nader onderzoek de aangewezen weg zijn.

### Ernst
Het meest gebruikte systeem voor het classificeren van de ernst van kroep is de Westley-score. Dit systeem wordt voornamelijk bij wetenschappelijk onderzoek gebruikt en niet zozeer in de klinische praktijk. De Westley-score is de som van punten toegewezen aan vijf factoren: bewustzijnsniveau, cyanose, stridor, inademing en intrekken van de borstwand. De punten per factor staan in de tabel en de uiteindelijke score loopt van 0 tot 17.
- Een totaalscore van ≤ 2 duidt op lichte kroep. Er kan sprake zijn van de kenmerkende blafhoest, maar er is geen stridor in rust.[8]
- Een totaalscore van 3–5 wordt aangemerkt als matige kroep. De stridor is goed te horen, maar er zijn maar weinig andere verschijnselen.[8]
- Bij een totaalscore van 6–11 is er sprake van ernstige kroep. Ook hierbij is er duidelijke stridor, maar ook een duidelijk ingetrokken borstwand.[8]
- Een totaalscore van ≥ 12 duidt op dreigende respiratoire insufficiëntie. In dit stadium zijn de blafhoest en de stridor mogelijk niet meer duidelijk aanwezig.[8]

85% van de kinderen die op de spoedeisende hulp komen, heeft lichte kroep; ernstige kroep komt zelden voor (<1%).

## Preventie
Vele gevallen van kroep worden voorkomen door vaccinatie tegen griep en difterie. Kroep had ooit alleen betrekking op difterie, maar door vaccinatieprogramma's is difterie in de ontwikkelde wereld tegenwoordig een zeldzame ziekte.

## Behandeling
Kinderen met kroep worden in het algemeen zo rustig mogelijk gehouden. Er worden altijd steroïden gegeven, en in ernstige gevallen ook adrenaline. Kinderen met een zuurstofverzadiging van minder dan 92% krijgen zuurstof, en kinderen met ernstige kroep kunnen ter observatie worden opgenomen in een ziekenhuis. Als zuurstof nodig is, wordt 'aanblazen' (een zuurstofbron bij het gezicht van het kind houden) aanbevolen omdat dit bij kinderen minder onrust teweegbrengt dan het aanbrengen van een zuurstofmasker. Bij de mensen die behandeld worden, is in minder dan 0,2% van de gevallen endotracheale intubatie nodig.

### Corticosteroïden
Van glucocorticoïden, zoals dexamethason en budesonide, is aangetoond dat ze bij kinderen met welke mate van kroep dan ook tot een beter behandelresultaat leiden. Na toediening treedt er al binnen twee uur verlichting van de klachten op. Corticosteroïden werken goed, of ze nu via de mond, parenteraal of als inhalatie gegeven worden, maar de voorkeur gaat uit naar toediening via de mond. Meestal is niet meer dan één dosis nodig, en dat wordt in het algemeen ook als heel veilig gezien. Een dosis dexamethason van 0,15, 0,3 of 0,6 mg/kg lichaamsgewicht blijken allemaal even goed te werken.

### Adrenaline
Matige tot ernstige kroep kan tijdelijk worden verlicht met vernevelde adrenaline. Adrenaline geeft gewoonlijk al binnen 10–30 minuten verlichting, maar dat effect houdt vaak slechts 2 uur aan. Als de toestand gedurende 2–4  uur na de behandeling beter blijft en er treden geen andere complicaties op dan mag het kind meestal weer naar huis.

### Andere behandelingen
Er zijn weliswaar andere behandelingen voor kroep bestudeerd, maar van geen hiervan is gebleken dat ze nuttig zijn. Inhalatie van hete stoom of bevochtigde lucht is een traditionele zelfzorg behandeling, maar of dit effectief is, is niet wetenschappelijk bewezen en wordt tegenwoordig nog maar zelden toegepast. Het gebruik van hoestmedicatie, waar meestal dextromethorfan en/of guaifenesine in zit, wordt eveneens afgeraden. In het verleden is toediening van heliox (een mengsel van helium en zuurstof) toegepast om de ademhalingsarbeid te verlichten, maar er is zeer weinig wetenschappelijk bewijs voor het nut van deze behandeling. Omdat kroep in de meeste gevallen door een virus wordt veroorzaakt, heeft toediening van antibiotica geen zin, behalve als er mogelijk sprake is van een bijkomende bacteriële infectie. In die gevallen worden de antibiotica vancomycine en cefotaxime aangeraden. In ernstige gevallen in verband met influenza A of B kunnen antivirale neuraminidase-remmers worden toegediend.

## Prognose
Virale kroep gaat meestal vanzelf weer over, maar leidt in zeer zeldzame gevallen tot de dood als gevolg van ademhalingsinsufficiëntie en/of hartstilstand. De symptomen knappen meestal binnen twee dagen weer op, maar kunnen wel zeven dagen aanhouden. Andere weinig voorkomende complicaties zijn bacteriële tracheïtis, pneumonie en longoedeem.

## Epidemiologie
Kroep treft ongeveer 15% van de kinderen, meestal op een leeftijd tussen 6 maanden en 5–6 jaar. Bij deze leeftijdsgroep komt ongeveer 5% van de ziekenhuisopnamen voor rekening van kroep. In zeldzame gevallen komt kroep voor bij kinderen van 3 maanden of van 15 jaar. De ziekte treft 50% meer mannen dan vrouwen, en in de lente is de prevalentie het hoogst.